# Henry Thompson (3e baronnet)
Pour les articles homonymes, voir Henry Thompson.
Henry Thompson, 3e baronnet Thompson de Virkees (5 novembre 1796 - 1er juillet 1868) est le troisième fils de Charles Thompson (1er baronnet) (en), et de Jane Selby.

## Biographie
Il devient baronnet après que son frère aîné, le 2e baronnet, mort sans descendance en 1826. Le 26 février 1826, il épouse Hannah Jean Grey, troisième fille de George Grey (1er baronnet) (en), de Falloden, commissaire à Portsmouth Dockyard, et Mary Whitbread, fille de Samuel Whitbread. George Grey est le troisième fils de Charles Grey (1er comte Grey), et frère cadet de Charles Grey (2e comte Grey).
Henry et Hannah Jean Grey ont une fille, Hannah Jane Thompson (1829–1899), née à Ryde, île de Wight, mais sa femme meurt peu après l'accouchement. Sa fille épouse Henry Thomas Murdoch Kirby, vicaire de Mayfield, Sussex, en 1847 à Frant, Sussex. L'un de leurs douze enfants est l'amiral Francis George Kirby (1854-1951), capitaine du HMS Phaeton.
En octobre 1835, Henry épouse Mlle Emily Frances Anne Leeke, fille de Ralph Leeke de Longford Hall, Shifnal, Shropshire, à Brighton. Ils ont des enfants, Frances Anna (née en 1837), Henry Charles (née en 1843), Ralph Harvey (1846–1846) et Caroline Eleanor (1848–1900).
Henry est, au cours de sa vie, vicaire responsable de l'église Holy Trinity, Bembridge, île de Wight; recteur de l'église de Holy Trinity, Fareham, Hampshire (dont il finance le bâtiment avec sa mère, Lady Jane Thompson), et en 1845, il reçoit Frant, dans Sussex, par le comte d'Abergavenny. Il meurt à Chichester en 1868 et est enterré à l'église Holy Trinity, Fareham.
Sans fils survivants, le titre de baronnet s'éteint à sa mort en 1868.